# Coppa di Francia 2009 (ciclismo)
La Coppa di Francia di ciclismo 2009, diciottesima edizione della competizione, si svolse dal 22 marzo al 4 ottobre 2009, in 11 eventi tutti facenti parte del circuito UCI Europe Tour 2009 categoria 1.1. Fu vinta dal francese Jimmy Casper della Besson Chaussures-Sojasun, mentre il miglior team fu Française des Jeux.

## Calendario
| Corsa | Data         | Evento                                 | Vincitore         | Squadra               | Leader della classifica |
| ----- | ------------ | -------------------------------------- | ----------------- | --------------------- | ----------------------- |
| 1     | 22 marzo     | Cholet-Pays de Loire (2009)            | Juan José Haedo   | Team Saxo Bank        | Jimmy Casper            |
| 2     | 14 aprile    | Parigi-Camembert (2009)                | Jimmy Casper      | Besson Chaussures     | Jimmy Casper            |
| 3     | 16 aprile    | Grand Prix de Denain (2009)            | Jimmy Casper      | Besson Chaussures     | Jimmy Casper            |
| 4     | 18 aprile    | Tour du Finistère (2009)               | Dimitri Champion  | Bretagne-Schuller     | Jimmy Casper            |
| 5     | 19 aprile    | Tro-Bro Léon (2009)                    | Saïd Haddou       | Bbox Bouygues Telecom | Jimmy Casper            |
| 6     | 3 maggio     | Trophée des Grimpeurs (2009)           | Thomas Voeckler   | Bbox Bouygues Telecom | Jimmy Casper            |
| 7     | 30 maggio    | Grand Prix de Plumelec-Morbihan (2009) | Jérémie Galland   | Besson Chaussures     | Jimmy Casper            |
| 8     | 2 agosto     | La Poly Normande (2009)                | M. Ladagnous      | Française des Jeux    | Jimmy Casper            |
| 9     | 30 agosto    | Châteauroux Classic de l'Indre (2009)  | Jimmy Casper      | Besson Chaussures     | Jimmy Casper            |
| 10    | 20 settembre | Grand Prix d'Isbergues (2009)          | Benoît Vaugrenard | Française des Jeux    | Jimmy Casper            |
| 11    | 4 ottobre    | Tour de Vendée (2009)                  | Pavel Brutt       | Team Katusha          | Jimmy Casper            |

## Classifiche
| Pos. | Corridore           | Squadra         | Punti |
| ---- | ------------------- | --------------- | ----- |
| 1    | Jimmy Casper        | Besson          | 193   |
| 2    | Romain Feillu       | Agritubel       | 100   |
| 3    | Anthony Geslin      | Franç. des Jeux | 96    |
| 4    | Matthieu Ladagnous  | Franç. des Jeux | 90    |
| 5    | Thomas Voeckler     | Bouygues Tel.   | 75    |
| 6    | Lilian Jégou        | Bretagne        | 73    |
| 7    | Dimitri Champion    | Bretagne        | 70    |
| 8    | Stéphane Bonsergent | Bretagne        | 69    |
| 9    | Benoît Vaugrenard   | Franç. des Jeux | 58    |
| 10   | Jérémie Galland     | Besson          | 56    |